# Fraissé-des-Corbières
Fraissé-des-Corbières (okzitanisch Fraisse de las Corbièras) ist eine Gemeinde mit 221 Einwohnern (Stand 1. Januar 2022) in Frankreich und liegt im Département Aude in der Region Okzitanien. Die Einwohner der Gemeinde werden Fraissiens genannt.

## Lage
Fraissé-des-Corbières liegt in der geographischen Region Corbières. Das Gemeindegebiet ist Teil des Regionalen Naturparks Corbières-Fenouillèdes.
Ein Teil der landwirtschaftlichen Flächen dient dem Weinbau und die Weinberge liegen innerhalb der geschützten Herkunftsbezeichnung Corbières.

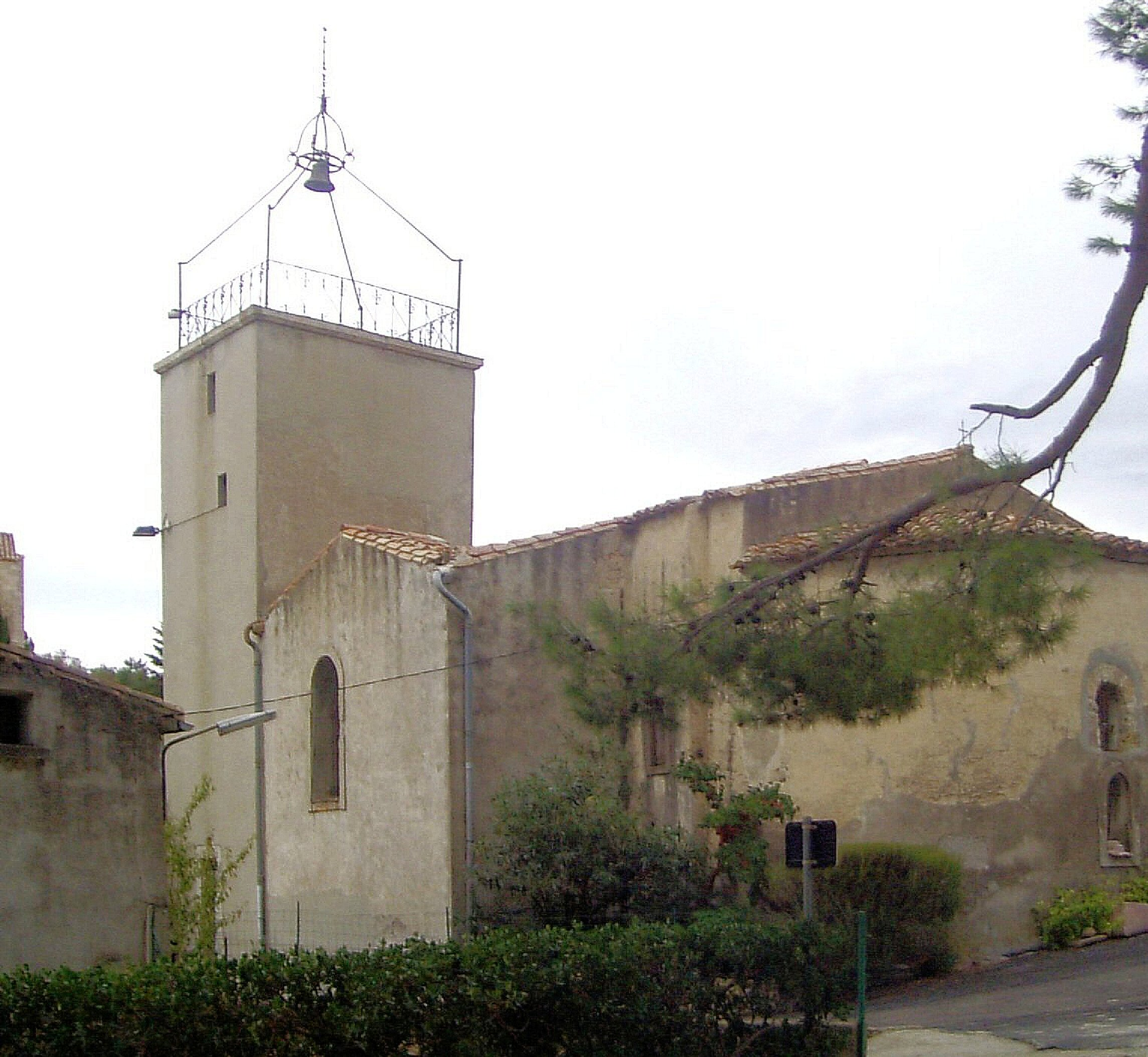
Kirche Sainte-Colombe

## Bevölkerungsentwicklung
| Jahr      | 1962 | 1968 | 1975 | 1982 | 1990 | 1999 | 2007 | 2018 |
| Einwohner | 169  | 229  | 222  | 224  | 198  | 169  | 230  | 213  |